# Think-cell
Think-cell ist ein Softwareunternehmen mit Hauptsitz in Berlin. Das Unternehmen wurde 2002 von Markus Hannebauer und Arno Schödl als Spin-Off der Fraunhofer-Gesellschaft gegründet. Think-cell entwickelt und vertreibt ein Plug-In für Microsoft PowerPoint, mit dem Diagramme und Abbildungen in Microsoft PowerPoint erstellt werden können. 2021 erwarb der in London ansässige Finanzinvestor Cinven eine Mehrheitsbeteiligung an think-cell. Die beiden Gründer Markus Hannebauer und Arno Schödl blieben Minderheitsgesellschafter.

## Unternehmen
2021, zum Zeitpunkt der Übernahme durch den Investor Cinven, zählte Think-cell 20.000 Unternehmen als Kunden und hatte über 850.000 Nutzer.  Think-cell trug zur Weiterentwicklung der Programmiersprache C++ bei, in der auch die Software des Unternehmens entwickelt wird. Unter anderem unterstützt Think-cell seit 2013 den Arbeitsausschuss Programmiersprachen des Deutschen Instituts für Normung fachlich und finanziell und stellt so den deutschen Beitrag zur internationalen Standardisierung von C++ sicher.